# Syntus Twente
Twents was een merk voor het openbaar vervoer in de concessie Twente. Vervoersbedrijf Keolis (tot 10 december 2017 nog Syntus, naam wordt nog gebruikt tot einde concessie) exploiteerde van 8 december 2013 tot en met 9 december 2023 het openbaar vervoer in de concessie. Dit gebied lag in Twente (tussen Zutphen, Haaksbergen, Enschede, Oldenzaal, Almelo en Raalte). Deze concessie was aan Syntus gegund tot en met 2023.
Het gebied besloeg de samengevoegde concessiegebieden Twente en Zutphen-Hengelo-Oldenzaal. Het omvatte de stadsdiensten van Almelo, Hengelo en Enschede, het streekvervoer in Twente en de treindienst Zutphen - Hengelo - Oldenzaal.

## Huisstijl
Het wagenpark in de concessie Twente had, net als in de vorige concessie 2005-2013, een regionale huisstijl. Het was een gemoderniseerde variant van de oude huisstijl, die ontwikkeld was door de Regio Twente, Regiobranding Twente en vertegenwoordigers van reizigersvereniging ROCOV.
De rode kleur was feller gemaakt en de Twentse ros (wit paard) stond nadrukkelijker op het materieel. In het eerste kwartaal van 2013 werden de eerste treinen al voorzien van de nieuwe huisstijl. In december 2013 volgden de bussen.

## Materieel

### Treinmaterieel
Voor de treindienst Zutphen - Hengelo - Oldenzaal maakte Syntus gebruik van een aantal van hun bestaande treinstellen. Deze treinstellen werden in 2013 gereviseerd en voorzien van een toilet.
| Serie       | Treinsoort         | Route                         | Bijzonderheden          |
| ----------- | ------------------ | ----------------------------- | ----------------------- |
| 31200 RS 24 | Stoptrein (Arriva) | Zutphen – Hengelo – Oldenzaal | Onderdeel van Blauwnet. |

| Series      | Type         | Aantal | Bouwjaar                  | Dienst                               | Opmerkingen | Afbeelding |
| ----------- | ------------ | ------ | ------------------------- | ------------------------------------ | --- | ---------- |
| 36, 38 - 45 | Coradia LINT | 9      | 2001 - 2005 revisie: 2013 | RS24 (Zutphen - Hengelo - Oldenzaal) | Werden in 2013 gereviseerd en voorzien van een toilet. Sinds 2018 rijden deze treinen in de Blauwnet-huisstijl. |            |

### Busmaterieel
Voor de concessie Twente bestelde Syntus 104 nieuwe bussen van het type VDL Citea. Daarnaast maakte Syntus gebruik van de bussen die al in de concessie Zutphen-Hengelo-Oldenzaal reden en van enkele bussen die doorstroomden vanuit de concessies Midden Overijssel (Syntus Overijssel) en de Veluwe (Syntus Gelderland). Daarnaast stroomden ook enkele bussen door van Connexxion ter vervanging van de bussen die al tot de nieuwe concessie bij Syntus in de concessie Twente reden.
| Series                   | Type                         | Aantal | Bouwjaar  | Dienst                  | Opmerkingen | Afbeelding |
| ------------------------ | ---------------------------- | ------ | --------- | ----------------------- | --- | ---------- |
| 312 - 321                | Tribus Civitas               | 10     | 2017/2018 | Buurtbus en TwentsFlex  | Gebaseerd op de Mercedes-Benz Sprinter 2e generatie facelift. |            |
| 322 - 329                | Tribus Civitas               | 8      | 2019      | Buurtbus en TwentsFlex  | Gebaseerd op de Mercedes-Benz Sprinter 3e generatie. Deze busjes waren ter vervanging van de slecht toegankelijke busjes uit de reeks 301 - 311. |            |
| 837, 838                 | Mercedes-Benz Sprinter       | 2      | 2017      | Lijn 595                | Reden voorheen onder achtereenvolgens Syntus Gelderland en RRReis. |            |
| 3023 - 3024              | Berkhof Ambassador (ALE 120) | 2      | 2010      | Stads- en streekvervoer | Voormalig Syntus Gelderland 5023 en 5024 (stadsbus Apeldoorn). |            |
| 3101 - 3126              | VDL Citea LLE (120.225)      | 26     | 2012/2013 | Stads- en streekvervoer | 3101-3110 geleverd in 2012, 3111-3126 geleverd in 2013. 16 van deze bussen gingen per 10 december 2023 tijdelijk bij EBS IJssel-Vecht en Arriva Oost-Brabant rijden in afwachting van de elektrische bussen daar. |            |
| 3127 - 3204              | VDL Citea LLE (120.225)      | 78     | 2013      | Stads- en streekvervoer | De 3204 was ter vervanging van de hybride bussen die voor 8 december 2013 in Twente hebben gereden. De 3149 was bij een ernstig ongeval betrokken geweest. 50 van deze bussen gingen per 10 december 2023 tijdelijk bij EBS IJssel-Vecht en Arriva Oost-Brabant rijden in afwachting van de elektrische bussen daar. |            |
| 3247 - 3250, 3255 - 3256 | Berkhof Ambassador (ALE 120) | 6      | 2010      | Stads- en streekvervoer | Voormalig Syntus Overijssel 4147 - 4150 en 4155 - 4156. De 3248 en 3249 hebben tot eind 2017 in Utrecht gereden, sindsdien rijden ze weer in Twente. |            |
| 4134                     | Berkhof Ambassador (ALE 120) | 1      | 2010      | Stads- en streekvervoer | Deze bus reed eerst in de concessie Midden Overijssel. |            |

### Voormalig busmaterieel
| Series                            | Type                         | Aantal | Bouwjaar  | Dienst                              | Opmerkingen | Afbeelding |
| --------------------------------- | ---------------------------- | ------ | --------- | ----------------------------------- | --- | ---------- |
| 301 - 311                         | Mercedes-Benz Sprinter       | 11     | 2013      | Buurtbuslijnen 591, 592, 596 en 599 | Waren gefaseerd uit dienst genomen en vervangen door de Tribus Civitas met nummers 322 - 329. |            |
| 501, 502                          | Renault Master               | 2      | 2010      | Buurtbus                            | |            |
| 2301                              | VDL MidCity                  | 1      | 2008      | Lijn 7                              | Ex Syntus 201. |            |
| 3021                              | Berkhof Ambassador (ALE 120) | 1      | 2010      | Stads- en streekvervoer             | Voormalig Syntus Gelderland 5021 (stadsbus Apeldoorn). |            |
| 3045-3047                         | Berkhof Ambassador (200)     | 2      | 2005      | Streekvervoer                       | Voormalig Connexxion 8587, 8584 en 8589. De 3045 en 3047 waren oorspronkelijk als 3047 en 3048 genummerd. Syntus 3045 werd begin 2016 uit dienst gehaald. De 3046 reed tot 30 juni 2017 tijdelijk in Utrecht. Deze is daarna verkocht aan Spitax. Vervolgens zijn de andere bussen als reservebussen gaan dienen voor Syntus Twente.                  |            |
| 3049-3054                         | Berkhof Ambassador (200)     | 5      | 2004/2005 | Streekvervoer                       | Ex 2149-2154, in december 2014 naar Van Driel in Oss voor inzet in Brabant. Waren teruggekomen in april 2015. Waren toen poolbussen en inzetbaar in alle concessies. De 3050-3052 en 3054 reden tijdelijk in Utrecht. De 3051 kreeg daarna een museumstatus bij OVCN. De 3050 is verkocht. De status van de andere bussen uit deze serie is onbekend. |            |
| 3056-3058, 3060                   | Berkhof Ambassador (200)     | 3      | 2004/2005 | Streekvervoer                       | Ex 2156-2158 en 2160. Deze bussen reden tot 30 juni 2017 tijdelijk in Utrecht. |            |
| 3306 - 3311                       | Optare Solo (M810)           | 7      | 2010      | Stads- en streekvervoer             | Voormalig Syntus Gelderland 5306 - 5311. Apparatuur is uitgebouwd en de bussen staan (sinds november 2020) in Almere op de stalling Buiten. |            |
| 3312                              | Optare Solo (M810)           | 1      | 2010      | Stads- en streekvervoer             | Voormalig Syntus Gelderland 5312. Deze bbus reed sinds 10 december 2017 in Almere en sinds medio 2019 bij Syntus Gelderland. |            |
| 3401-3403                         | Berkhof Duvedec (geleed)     | 3      | 2000      | Spits- en voetbalvervoer            | Ex-Connexxion 7801, 9068 en 9078 Werden alleen gebruikt voor spitsvervoer, evenementen en voor vervoer tijdens voetbalwedstrijden. Deze bussen zijn half 2017 buiten dienst gegaan. |            |
| 4049                              | Berkhof Ambassador (ALE 120) | 1      | 2010      | Stads- en streekvervoer             | Reed eerst bij Syntus Overijssel. Daarna bij achtereenvolgens Syntus Utrecht en Syntus Gelderland. |            |
| 4133, 4135, 4137, 4139            | Berkhof Ambassador (ALE 120) | 4      | 2010      | Stads- en streekvervoer             | Deze bussen reden eerst in de concessie Midden Overijssel. |            |
| 5108, 5115, 5121, 5123, 5124-5126 | Berkhof Ambassador (ALE 120) | 7      | 2009      | Stads- en streekvervoer             | De 5100-serie werd planmatig op korte en spitsomlopen ingezet wegens de hoge kilometerstanden. Sinds augustus 2020 deels actief vanuit Apeldoorn. |            |